# The Elder Scrolls Online
The Elder Scrolls Online ofte forkortet til ESO eller TESO er et MMORPG spil udviklet af ZeniMax Online Studios. Spillet blev lanceret 4. april 2014 med understøttelse af både Microsoft Windows og OS X.
PlayStation 4, Xbox One
June 9, 2015 Playstation 4 og Xbox One versionen af spillet vil blive udgivet i slutningen af 2014 eller begyndelsen af 2015. ESO er det første spil i serien The Elder Scrolls som spilles online.

## Stemmeskuespiller
- Kate Beckinsale - Queen Ayrenn
- Peter Stormare - Jorunn the Skald King
- Bill Nighy - High King Emeric
- Lynda Carter - Azura
- Michael Gambon - The Prophet
- Malcolm McDowell - Molag Bal
- Alfred Molina - Abnur Tharn
- John Cleese - Sir Cadwell
- Kevin Michael Richardson - Sai Sahan
- Jennifer Hale - Lyris Titanborn
- Keith Szarabajka - Hircine / Abbot Durak / Abzag the Monster / forskellige stemmeroller
- Michael Benyaer - Hrogi / Nord Guard (mandsstemme) / Justice Istah
- Christopher Corey Smith - Razum-dar / Merric-at-Aswala / Red Guard / Khajiit / Altmer / Wraith
- JB Blanc - Sheogorath / Dunmer (mandsstemme) / Altmer (mandsstemme) / Breton (mandsstemme) / Mummy / Khajiit (mandsstemme)
- Gideon Emery - Altmer (mandsstemme) / Dunmer (mandsstemme)
- Robin Atkin Downes - Altmer (mandsstemme) / Dunmer (mandsstemme)
- Liam O'Brien - Breton (mandsstemme) / Bosmer (mandsstemme) / Skeleton
- Courtenay Taylor - Breton (kvindelig stemme) / Khajit (kvindelig stemme)
- Sumalee Montano - Redguard (kvindelig stemme) / Khajiit (kvindelig stemme) / Orc / forskellige stemmeroller
- Mary Faber - Breton (kvindelig stemme) / Bosmer (kvindelig stemme)
- Alem Brhan Sapp - Redguard (mandsstemme) / Argonian (mandsstemme)
- Helen Sadler - Dunmer Elf / Bosmer Elf / Nereid / forskellige stemmeroller